# Ozsváth Sándor
Ozsváth Sándor (Szamosszeg, 1950. január 29. – Debrecen, 2024. szeptember 19.) beszédtanár, művelődéstörténész, színjátszórendező, újságíró.

## Életútja, pályafutása
Csonka-Szatmárban született, gyermekkorát Nagyecseden töltötte. Ozsváth Sándor és Bereczki Magdolna gyermeke. A Debreceni Református Kollégium Gimnáziumának diákjaként kezdett a történelem, az irodalom és a színjátszás iránt érdeklődni. 1968-ban érettségizett.
Előbb színészkarra jelentkezett, de többszöri próbálkozás után sem nyert felvételt. Egy évig képesítés nélküli nevelőként dolgozott a téglási nevelőotthonban, s levelező tagozatra jelentkezett az egri Ho Si Minh Tanárképző Főiskola magyar-történelem szakára. Később évekig Püspökladányban tanított és járási népművelési felügyelőként tevékenykedett. Amatőr színjátszó együttesével (Veritas) 1972-ben a Ki mit tud? országos döntőjébe jutott.
1975-ben felvételt nyert a Színház- és Filmművészeti Főiskola színházelmélet szakára, ahol 1979-ben vette át diplomáját. A tanítás és tanulás mellett amatőr együttesekkel dolgozott Püspökladányban (Veritas), Nyíregyházán (Bessenyei Stúdió) és Debrecenben (Alföld Ifjúsági Színpad). 1978-82-ig a Debreceni Kölcsey Ferenc Városi és Megyei Művelődési Központ munkatársa (előadó és bábrendező), s évekig szerkesztette a Debreceni Hívogató c. periodikát.
1982-től nyugdíjazásáig a Debreceni Tanítóképző Főiskola (később Kölcsey Ferenc Református Tanítóképző Főiskola) oktatója, előbb az anyanyelvi majd a közművelődési tanszéken (utóbbinak két évig tanszékvezetője is), később a társadalomtudományi tanszéken. Oktatott tárgyai: gyermek-és ifjúsági irodalom, beszédművelés, színjátszás és drámapedagógia, művelődéstörténet. Évekig színjátszó együttest vezetett, monodrámákat rendezett, s egy gyermekopera ősbemutatója is fűződik a nevéhez (Csenki Imre–Vargha Balázs: A tücsök és a hangyák, 1984). Egyik létrehozója majd szakmai irányítója volt a kommunikációs képzésnek; a szakon beszédtechnikát, retorikát, esztétikát, műelemzést, műkritikát és sajtófotót tanított. Hosszabb-rövidebb ideig vendégoktatóként is tevékenykedett: dráma- és színháztörténetet tanított a Debreceni Ady Endre Gimnázium első végzős osztályának, színpadi beszéd- és mozgástechnikát a Liszt Ferenc Zeneművészeti Főiskola debreceni tagozata magánénekeseinek, drámajátékot a Bessenyei György Tanárképző Főiskola népzenészeinek, retorikát a KLTE pszichológus hallgatóinak.
Nyaranta magyarságismereti táborokat szervezett és vezetett külhoni magyar fiataloknak (1989-ben és ’91-ben Debrecenben, ’93-ban Bodrogolasziban). 1996 óta beszédtanára a Magyar Rádiónak (Debrecenben), 2013 óta pedig az MTVA-nak (Budapesten).

## Könyvei
- A pedagógusmesterség új tartalmai (szerk.: Kulcsárné dr. Papp Enikő – Ozsváth Sándor), Kecskemét, 2008
- Látjátok, feleim… Accordia Kiadó, Budapest, 2009
- Mik vagyunk? Accordia Kiadó, Budapest, 2012, 2013
- Por és hamu, Accordia Kiadó, Budapest, 2014
- Az Idő ölén, Zilah, 2014, 2016
- Trianon árnyai, Uropath Kiadó, Debrecen, 2020
- Pergő Időben, Két Hollós Kiadó, Budapest, 2020

## Fontosabb tanulmányok
- Színházi progresszió a századelőn. Tanítóképző Főiskolák Tudományos Közleményei Debrecen, 1985
- Helyzetjelentés az ifjúsági irodalomról. Alföld, 1988. 12. sz.
- Practical Questions of Higher Education in Eastern Europe. In: Christians and Higher Education in Eastern Europe, Grand Rapids, MICH., USA, 1995
- Értelmiségi képzés – szerves műveltség. In: Tehetség és társadalom a 20. századi Magyarországon. Debrecen, 1996
- Keresztyén szellemiség – szerves műveltség. In: Egyház, társadalom és kommunikáció. Magyarországi Református Egyház, Budapest, 1996
- „Mint Máté tehene az útban…” Ember alakú fejfák a börvelyi temetőben. Szabolcs-Szatmár-Beregi Szemle, 2012. 1. sz.
- Helyzetjelentés beszédünk állapotáról. Stádium, III. évf. 4. szám, 2014
- Hepehupás vén Szilágyban. Stádium, V. évf. 1. szám, 2016
- Petőfi Sándor. A „zenebonás” népköltő. In.: Protestáns hősök. Félszáz portré az elmúlt fél évezred magyar történelméből (szerk.: Faggyas Sándor), Budapest, 2016
- Ady Endre. A magyar önismeret költője. In.: Protestáns hősök…, Budapest, 2016
- Beszédünkről – talán az utolsó órában. Sugárút, III. évfolyam, 1. szám, 2017, Szatmárnémeti
- A beszédművelő zeneszerző, Kodály Zoltán. Sugárút, III. évfolyam, 4. szám, 2017, Szatmárnémeti
- Ady kincsei. Sugárút, III. évfolyam, 4. szám, 2017, Szatmárnémeti
- Ady Endre titkai. Figyelő, 23. szám, 2019, Budapest
- Hagyjátok békén a meséket! Szókimondó, XXIV. évf. 1. szám, 2021, Hajdúszoboszló
- "Itt nyugszom az Úrban...". Mediárium, XV. évf. 3. szám, 2021, Debrecen

(Továbbá mintegy kétszáz cikk, valamint több száz fotó különböző Hajdú-Bihar vármegyei, debreceni, erdélyi, felvidéki és országos napilapokban, hetilapokban, folyóiratokban.)

## Magyarságismereti előadás-sorozatai
Debrecenben (2006, 2008, 2009, 20011, 2012, 2013, 2014, 2015), Nádudvaron (2010), Nagyecseden (2011, 2012), Püspökladányban (2012, 2013), Hajdúböszörményben (2013).

## Előadások, előadás-sorozatok, szemináriumok külhoni magyaroknak
Partiumban és Erdélyben: Székelyudvarhely, Belényes, Szatmárnémeti, Nagyvárad, Zilah, Szilágysomlyó, Sarmaság, Szilágycseh, Börvely, Kolozsvár. Délvidéken: Szabadka, Zenta, Újvidék. Felvidéken: Martos, Révkomárom. Kárpátalján: Munkács, Beregszász.

## Kitüntetések
- A Magyar Köztársaság Arany Érdemkeresztje (1994)
- "Tiszteletbeli Székely" (Székelyudvarhely önkormányzatától, 2006)
- A Protestáns Újságírók Szövetségének Rát Mátyás életműdíja (2018)